# Muhammad Dajf
Muhammad Dajf (arab. ‏مُحَمَّد الضَيْف‎), właściwie Muhammad Diab Ibrahim al-Masri (arab. ‏محمد دياب إبراهيم المصري‎, ur. 1965 w Muchajjam Chan Junus, zm. 13 lipca 2024 w Rafah) – palestyński bojownik i terrorysta, dowódca Brygad Al-Kassam, zbrojnego skrzydła Hamasu (2002–2024) odpowiedzialny za przekształcenie ich w zorganizowaną siłę zbrojną. Dowodzony przez niego atak na Izrael zapoczątkował wojnę z Hamasem, podczas której został zabity. Z powodu braku pewności jego wyeliminowania Międzynarodowy Trybunał Karny wydał pośmiertnie nakaz jego aresztowania pod zarzutem odpowiedzialności za zbrodnie wojenne.

## Życiorys

### Młodość
Urodził się w 1965 roku w obozie dla uchodźców palestyńskich Chan Junus w wówczas rządzonej przez Egipt Strefie Gazy. Jego rodzina została wypędzona z terenów Izraela podczas I wojny arabsko-izraelskiej w 1948 roku. Ukończył studia na Uniwersytecie Islamskim w Gazie, gdzie uzyskał licencjat z chemii.

### Działalność w Hamasie
Masri dołączył do Hamasu w 1987 roku kilka tygodni po jego powstaniu, podczas pierwszej Intifady przeciwko okupacji izraelskiej, a jego przydomek „Dajf” (‏ضَيْف‎) oznacza „gościa”, prawdopodobnie w nawiązaniu do konieczności ciągłej zmiany miejsca przebywania, aby uniknąć śmierci czy aresztowania. W latach 90. i na początku XXI wieku zaplanował kilka zamachów samobójczych, w tym wysadzenie autobusu na jerozolimskiej Jaffa Road w 1996 roku.
Został dowódcą Brygad al-Kassam w 2002 roku i od tego czasu przekształcił je z sieci komórek terrorystycznych w zorganizowane jednostki wojskowe. Był pomysłodawcą strategii grupy polegającej na łączeniu ataków rakietowych na Izrael z wojną tunelową i odegrał kluczową rolę w planowaniu ataku Hamasu na Izrael w 2023 roku, który zapoczątkował wojnę Izraela z Hamasem.

### Śmierć

Izraelskie nagranie likwidacji Dajfa

Dajf zginął 13 lipca 2024 roku w wycelowanym w niego ataku lotniczym na dzielnicę Al-Mawasi w Chan Junus. Izrael potwierdził jego śmierć, za to Hamas zaprzeczał ze względu na problem z zidentyfikowaniem ciał ofiar nalotu. Hamas potwierdził, że Dajf został zabity dopiero pod koniec stycznia 2025 roku.

### Postępowanie MTK
W listopadzie 2024 roku Międzynarodowy Trybunał Karny wydał nakazy aresztowania Dajfa, premiera Izraela, Binjamina Netanjahu, oraz byłego ministra obrony Izraela, Jo’awa Galanta.